# Isthmian Football League First Division
L'Isthmian Football League First Division était un championnat anglais de non-league football mis en place par l'Isthmian Football League en 1977. Classé au huitième rang du système pyramidal anglais, il fut remplacé par les Division One North et Division One South en 2006. Le championnat était classé au même niveau que les Southern Football League Division One East, Southern Football League Division One West et Northern Premier League First Division.

## Histoire
Depuis sa création en 1905, l'Isthmian Football League ne possédait qu'une seule division, connue aujourd'hui sous le nom de Premier Division. Cependant un deuxième championnat, la Second Division, fut créé en 1974. La ligue renomma alors provisoirement la Premier Division en First Division. En 1977, une troisième division vit le jour. La Premier Division (provisoirement renommée First Division) redevint la Premier Division et le nouveau championnat pris le nom vacant de First Division. L'Isthmian Football League First Division est ainsi officiellement née en 1977. La ligue se composait alors des Premier Division, First Division et Second Division. 
En 2002, l'Isthmian Football League supprima les First Division et Second Division qu'elle remplaça par deux nouveaux championnats régionaux : les Division One North et Division One South. Cette combinaison ne dura que deux années, le temps de réaliser la première phase du plan de restructuration du National League System (NLS). En 2004 les deux championnats fusionnèrent redonnant naissance à la First Division. Mais, avec l'introduction de la deuxième phase du plan de restructuration du NLS de 2006, la First Division fut de nouveau supprimée, remplacée par les Division One North et Division One South.

## Palmarès
| Saison    | Champion              |
| --------- | --------------------- |
| 1977-1978 | Dulwich Hamlet FC     |
| 1978-1979 | Harlow Town FC        |
| 1979-1980 | Leytonstone/Ilford FC |
| 1980-1981 | Bishop's Stortford FC |
| 1981-1982 | Wokingham Town FC     |
| 1982-1983 | Worthing FC           |
| 1983-1984 | Windsor & Eton FC     |
| 1984-1985 | Farnborough Town FC   |
| 1985-1986 | St Albans City FC     |
| 1986-1987 | Leytonstone/Ilford FC |
| 1987-1988 | Marlow FC             |
| 1988-1989 | Staines Town FC       |
| 1989-1990 | Wivenhoe Town FC      |
| 1990-1991 | Chesham United FC     |
| 1991-1992 | Stevenage Borough FC  |

| Saison    | Champion                                                                          |
| --------- | --------------------------------------------------------------------------------- |
| 1992-1993 | Hitchin Town FC                                                                   |
| 1993-1994 | Bishop's Stortford FC                                                             |
| 1994-1995 | Boreham Wood FC                                                                   |
| 1995-1996 | Oxford City FC                                                                    |
| 1996-1997 | Chesham United FC                                                                 |
| 1997-1998 | Aldershot Town FC                                                                 |
| 1998-1999 | Canvey Island FC                                                                  |
| 1999-2000 | Croydon FC                                                                        |
| 2000-2001 | Boreham Wood FC                                                                   |
| 2001-2002 | Ford United FC                                                                    |
| 2002-2004 | Suppression du championnat, remplacé par les Conference North et Conference South |
| 2004-2005 | AFC Wimbledon                                                                     |
| 2005-2006 | Ramsgate FC                                                                       |